# 御所町 (金沢市)
御所町（ごしょまち）は、石川県金沢市の東部に位置する町である。かつては、河北郡小坂村に属する地域であった。
住所表記では、御所町、御所町(ヰ)、御所町(イ)、御所町(丑)、御所町(カ)、御所町(申)、御所町(辰)、御所町(ト)、御所町(寅)、御所町(酉)、御所町(ヌ)、御所町(未)、御所町(巳)、御所町(リ)、御所町(ロ)、御所町(卯)の16区画に分かれる。町の南に隣り合う南御所町とあわせて御所町会とされる。また、御所町1丁目、御所町2丁目町会もある。

## 地理
- 町の北側に八塚山、南側には卯辰山があり、その間を金腐川が流れる。また町を縦断するように金沢外環状道路が走り、東長江インターがある。
- 御所町1丁目に金沢桜百景に選ばれた御所さくら公園がある。

## 歴史
- 昭和30年代、同士の金沢大学の発掘調査で縄文・弥生時代の土器が出土する。更に垂仁天皇の子孫である大兄彦君の墓・御所八塚古墳も発見される。このことから縄文時代から集落があったとみられる。西暦720年ごろ、京都山城の賀茂神社の分社として加茂神社が創建され、今も町民から厚く信仰されている。建武2年には京都から二条大納言師基が加賀の国司に任命され、この町に大きな屋敷を構えた。このことが御所と呼ばれる所以である。

## 世帯数と人口
2018年（平成30年）4月1日現在の世帯数と人口は以下の通りである。
| 町丁・丁目  | 世帯数    | 人口    |
| ----------- | --------- | ------- |
| 御所町      | 276世帯   | 587人   |
| 御所町1丁目 | 435世帯   | 1,174人 |
| 御所町2丁目 | 313世帯   | 951人   |
| 計          | 1,024世帯 | 2,712人 |

## 農業
- 御所町を含む小坂校区（金沢市立小坂小学校）や隣の千坂校区（金沢市立千坂小学校）では加賀野菜の1つである小坂れんこんの栽培が盛んで、このあたりの地域の特産品である。おせちに欠かせない慈姑も栽培されているが、昔に比べ栽培農家数が激減している。現在は同県内の羽咋市でも慈姑栽培が盛んである。また、かつては貴婦人という品種の胡瓜が御所町一帯で栽培されていたが、農家の高齢化と後継者不足により2003年（平成15年）から協同選別出荷はされなくなった。

## 学校
- 御所町内には学校法人稲置学園の創立した金沢星稜大学（金沢星稜大学女子短期大学部を含む）があり、多くの学生が学んでいる。

その他町内の教育施設
- 星稜幼稚園

近隣の学校
- 星稜高等学校・中学校（小坂町南）

### 小・中学校の学区
市立小・中学校に通う場合、学区は以下の通りとなる。
| 町丁・丁目  | 番・番地等 | 小学校               | 中学校             |
| ----------- | ---------- | -------------------- | ------------------ |
| 御所町      | 全域       | 金沢市立小坂小学校   | 金沢市立北鳴中学校 |
| 御所町1丁目 | 全域       | 金沢市立夕日寺小学校 | 金沢市立鳴和中学校 |
| 御所町2丁目 | 全域       | 金沢市立夕日寺小学校 | 金沢市立鳴和中学校 |

## 交通

### バス
- 西日本ジェイアールバス東長江線　南御所、御所町、御所ニュータウン口、御所一丁目中、御所一丁目、御所にし公園前、御所会館前、御所二丁目北、御所二丁目中、御所二丁目南バス停
- 北鉄バス（北陸鉄道・北鉄金沢バス）　御所町、御所ニュータウン口、御所一丁目、御所二丁目バス停
- 加越能バス南砺〜金沢線　星稜大学前バス停

### 道路
- 国道159号（金沢東部環状道路）
- 石川県道210号清水小坂線